# Fortificația dacică de pe Dealul Vărăriei (Racoș)
Așezarea dacică fortificată de pe Dealul Vărăriei este o fortificație dacică situată pe teritoriul comunei Racoș, România.
Resturile zidului dacic se înfățișează ca un val impozant în arc de cerc, ale cărui extremități (la N și la E) pierd serios și treptat din dimensiuni înainte de a întâlni stânca nativă și abruptă a dealului (a mamelonului principal), punct din care așezarea începe să beneficieze de apărare naturală, spre N și NE, unde există o falie naturală verticală, practic insurmontabilă în antichitate dar avansat colmatată în prezent.
Situl de la Racoș a fost descoperit în perioada interbelică de preotul din sat care a început să facă săpături clandestine și neștiințifice în zonă. O mare parte din obiectele descoperite au ajuns la Budapesta. Abia începând cu anul 1975, situl de la Racoș este cercetat de arheologi.